# Ponte Guglielmo Marconi
Ponte Guglielmo Marconi è un ponte di Roma sul Tevere.
Costituisce la congiunzione dei due rami del viale omonimo che a nord del fiume si trova nel quartiere Portuense, nel XII Municipio, e a sud di esso nel quartiere Ostiense, nell'VIII Municipio.
Toponomasticamente collega piazza Augusto Righi a nord e piazzale Tommaso Edison a sud.
Inaugurato nel 1955, anche se su progetto dell'anteguerra, è il più lungo ponte della Capitale ed è realizzato con la tecnologia della trave Gerber.

## Descrizione
Previsto già nei primi anni trenta nel quadro dell'espansione meridionale della città prevista dalla variante generale al piano regolatore di Sanjust del 1911, il ponte fu iniziato nel 1937, ma la sua costruzione fu interrotta a causa della guerra.
Essa riprese solo nel 1953.
L'inaugurazione ufficiale avvenne il 26 febbraio 1955 con la contestuale intitolazione a Guglielmo Marconi, così come il viale del quale era il tratto d'unione.
Con circa 235 metri, è il ponte più lungo di Roma.
Il ponte fu rimodernato nel 1975 tramite restauro delle travi Gerber della struttura.
La sezione trasversale è di 32 m con 4 corsie per senso di marcia, marciapiedi e parapetti in travertino.
Nei pressi, a monte del manufatto vi è l'area archeologica nota come Darsene di Pietra Papa i cui scavi hanno rivelato l'esistenza di un'importante area portuale con scalo fluviale su ambedue gli argini, attivo tra I sec. a.C. e II d.C. dove si vuole che sia stata attraccata l'imbarcazione della regina Cleopatra in visita a Roma e sopravvissuto fino al XV secolo.